# لونا پارک (توکیو)

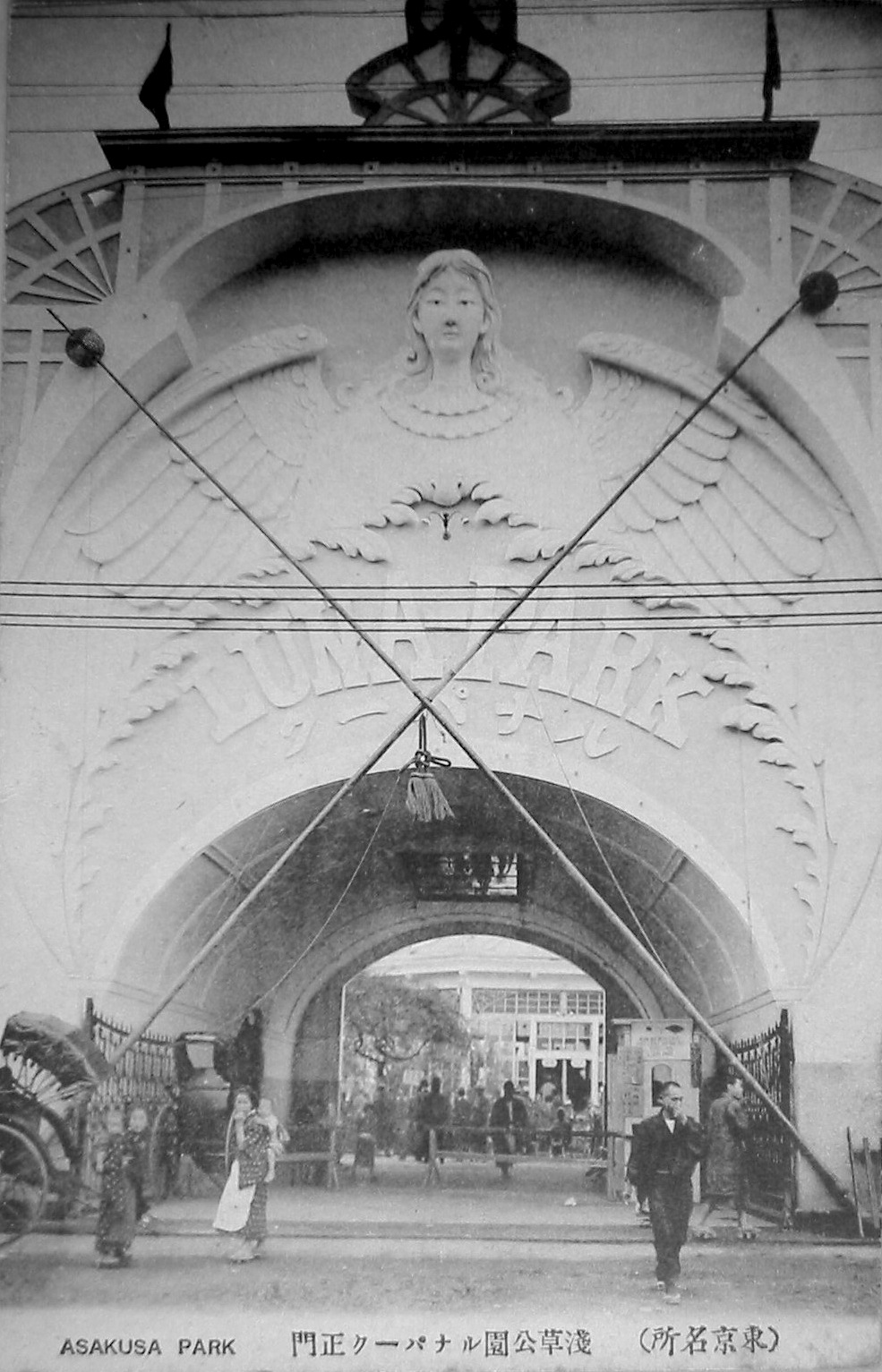
دروازه اصلی لونا پارک.

لونا پارک (انگلیسی: Luna Park, Tokyo)، اولین پارکی به این نام بود که در ژاپن افتتاح شد. این پارک متعلق به و ساخته شده توسط شرکت ژاپنی فیلم یوشیزاوا شوتن بود که در ناحیه آساکوسا توکیو ژاپن بود به منظور تقلید از پارک اصلی لونا که در بروکلین، نیویورک (ایالت) در سال ۱۹۰۳ ساخته و طراحی شده بود.